# Ермакова, Ирина Александровна
Ирина Александровна Ермакова (род. 7 марта 1951, Керчь, Крымская область) — российская поэтесса, переводчица. Лауреат Большой премии «Московский счёт» (2008, 2016).

## Биография
Родилась под Керчью в семье инженеров-мостовиков. Окончила Московский институт инженеров транспорта по специальности «Мосты и тоннели» (1974). 12 лет работала инженером-конструктором по проектированию мостовых сооружений.
1987 — первая публикация.
В конце 80-х вела литературную студию в ДК «Красный Октябрь». В это же время начинает работать редактором. С конца 90-х занимается поэтическим переводом. В 1995 принята в Союз писателей Москвы. Участвует во многих отечественных и международных поэтических фестивалях. В 2000 книга «Стеклянный шарик»  — лауреат сетевого конкурса «Улов». В 2002 книга «Колыбельная для Одиссея»  вошла в короткие списки премий «Антибукер» и «Аполлона Григорьева», стала дипломантом премии «Московский счёт», а в 2008 году — книга «Улей» стала лауреатом этой премии.

С 2003 член Русского ПЭН-центра.
Ведёт поэтические мастер-классы. Входит в жюри литературных премий.
Печатается в журналах «Арион», «Вестник Европы», «Дружба народов», «Знамя», «Интерпоэзия», «Крещатик», «Новый мир», «Октябрь», «Рубеж» и других изданиях.
Стихи переведены на английский, арабский, болгарский, итальянский, каталонский, китайский, латышский, македонский, немецкий, польский, португальский, румынский, сербо-хорватский, французский и другие языки.
Живёт в Москве.

## Книги
- Ермакова И. А. Провинция. — М.: Центр ПРО, 1991. С. 96.
- Ермакова И. А. Виноградник. — М.: Исида, 1994. С. 90.
- Ермакова И. А. Стеклянный шарик. — М.: Наша марка, 1998. С. 64.
- Ермакова И. А. Колыбельная для Одиссея. — М.: Журнал поэзии «Арион», 2002. С. 120.
- Ермакова И. А. Улей. — М.: Воймега, 2007. С. 84.
- Ermakova Irina Ninna-nanna per Odisseo e altre poesie. — Italia: Novara, 2008 (в переводе на итальянский). С. 64.
- Ермакова И. А. В ожидании праздника. — Владивосток: Альманах «Рубеж», 2009. С. 132.
- Ермакова И. А. Алой тушью по чёрному шелку. — М.ː О. Г. И.-Б. С. Г.-Пресс, 2012. С. 168. ISBN 978-5-93381-305-7[3][6].
- Ермакова И. А. Седьмая. — М.ː Воймега, 2014. — С. 88[7][8].
- Ермакова И. А. Легче легкого. Книга стихов. – М.: Воймега: Ростов-на-Дону: Prosodia, 2021. С.76. (Серия «Действующие лица»).
- Ермакова И.А. Медное зеркало: Стихотворения 1987 – 2020. – М.: ОГИ, 2023. – 496 с. ISBN 978-5-94282-909-4

## Цитаты
- «Ермакова творит миф, убедительно подкрепляя его достоверность вереницей образов. Энергетика превращений, скорость смены кадров затягивают, создают вихревой ритм происходящего, окружающая действительность — вода, воздух, краски, звуки, ощущения, деревья, птицы, люди, боги, книги — все это естественным образом живёт и взаимодействует в стихах».[9] — Афанасий Мамедов, 2003.
- «Ермакова последовательна в своем стремлении сближать дальнее и противоположное, в её стихах подробная житейская деталь, предельно точно прописанная, сопряжена с мощной всеобъемлющей метафорой. При этом полисемичность её лексики свободно перемещает наше восприятие от легкой ироничной игры к драматическому движению образа и сюжета».[10] — Даниил Чкония, 2008.
- «Полная естественность речи, чувства — чуждая очарованию эскаписткого сдвига и похожая на простой разговор с ничем не отгороженным от практической жизни человеком — чьей-то опорой и так далее; это стихи „с корнями“, и корни — не в литературной какой-нибудь традиции, а в человеке, неповторимо-неискажённом… Талант у Ирины Ермаковой огромный, но, кажется, главное, что он вровень с этим самым прямым чувством жизни, никак от него не отделим… Книги Ермаковой найдите и почитайте все, какие есть, но начните с этой, „Седьмой“».[11] — Василий Бородин, 2014.

## Премии
- Сетевой конкурс «Улов» (2000) "за книгу «Стеклянный шарик» "[12].
- Премия журнала поэзии «Арион» (2004) «за приоритет личностного образа в поэзии»[13].
- Премия журнала «Октябрь» (2004[5], 2010) «за лучшую поэтическую подборку года».
- Премия Anthologia (2007) «за высшие достижения в современной поэзии».
- Международная поэтическая премия «LericiPea» (2008, Италия) «за верность выбранному поэтическому пути, постоянство в поиске новых языковых возможностей и в стремлении к самовозрастанию»[5].
- Премия «Московский счёт» (Большая премия 2008, 2016, Специальная премия 2013) «за лучшую поэтическую книгу года».
- Международная Волошинская премия (2015) "за книгу «Седьмая»".
- Премия «Венец» (2016) «за стихи последних лет»

## Критика
- Губайловский В. Борисов камень  // Новый мир — 2001. — № 2.
- Василькова И. Так происходит жизнь…  // Новый мир — 2003. — № 2.
- Мамедов А. Между временем и культурой  // Дружба народов — 2003. — № 4.
- Вежлян Е. Мистерия света  // Новый мир — 2008. — № 1.
- Абдуллаев Е. Воздушный жизненный звук  // Интерпоэзия — 2008. — № 1.
- Костюков Л. Большая перемена  // Арион — 2008. — № 1.
- Муратханов В. Тонкие книги  // Дружба народов — 2008. — № 1.
- Аксёнова-Штейнгруд С. // На границе традиции // Октябрь — 2008. — № 7.
- Чкония Д. Живая жизнь Ирины Ермаковой  // Дружба народов — 2008. — № 9.
- Югай Л. Чтоб мне провалиться между строчек  // Вопросы литературы — 2009. — № 6.
- Куллэ В. Отогревающая речь  // Арион — 2009. — № 4.
- Погорелая Е. Из книжных лавок  // Арион — 2012. — № 2.
- Балла О. Японским языком говорю тебе // НГ EX LIBRIS — 2012. — 02/09.
- Василькова И., Строкина, А. Презентация книги «Седьмая» .
- Безносов Денис. Детство мифа: [Рецензия на книгу: Ирина Ермакова. Седьмая. Книга стихов. М., «Воймега», 2014, 88 стр.] // Новый мир. — 2014. — № 9.
- Бородин В. Берег рядом  // Лиterraтура — 2014. — № 51.
- Погорелая Е. Из книжных лавок  // Арион — 2014. — № 4.
- Костюков Л. Седьмая  // Интерпоэзия — 2014. — № 4.
- Балла О. Ирина Ермакова. Седьмая // Гвидеон — 2014. — № 11.
- Гарбер М. Эффект бабочки  // Лиterraтура — 2015. — № 51.
- Абдуллаев Е. Тристих  // Октябрь — 2015. — № 4.
- Бак Д. Я всю жизнь держалась на честном слове…  // Октябрь — 2011. — № 6.
- Карпенко А. Нелинейное мышление Ирины Ермаковой  // Поэтоград — № 34 (186), 2015.
- Саломатин А., Скворцов А. Изобретение Луны (о поэзии Ирины Ермаковой) // Ермакова И.А. Медное зеркало: Стихотворения 1987 – 2020. – М.: ОГИ, 2023. – С. 15-34.   ISBN 978-5-94282-909-4

## Разговоры
- Татьяна Бек Стихи были всегда. Интервью // Вопросы литературы — 2003. — № 4.
- Леонид Костюков Нейтральная территория. Интервью  // polit.ru — 2010. — 24 февр.
- Елена Семенова Метаморфозы. Интервью  // НГ EX LIBRIS — 2014. — 23/10.
- Премия «Дебют» 2009.
- Артём Скворцов. «Каждая книга – часть жизни». Интервью // Вопросы литературы. – 2019. – № 4. – С.84-98.

## Участие в фестивалях и конгрессах[5]
- Международный конгресс, посвященный 200-летию А. С. Пушкина в Санкт-Петербурге.
- Проект «Шелковый путь поэзии», соединяющий поэтов стран СНГ.
- Международный Тихоокеанский конгресс «Экология и культура» во Владивостоке.
- «Конгресс русской книги» в Баку (Азербайджан).
- Международные поэтические фестивали в Македонии, Польше, Румынии, Израиле и др. странах.
- «Фестиваль поэзии на Байкале» с выступлениями в Сибирских городах от Иркутска до Братска.
- «Всероссийский поэтический фестиваль имени Марины Цветаевой».
- Международный московский поэтический фестиваль «Москва — город поэтов».